# Williams FW16
Williams FW16 — болид Формулы-1, построенный для участия в чемпионате мира 1994 года. Модернизированная версия болида — FW16B принимала участие в гонках, начиная с 9 этапа сезона — Гран-при Германии, созданная для борьбы с доминировавшим в первой половине сезона Михаэлем Шумахером на Benetton B194.

## История
FW16 был спроектирован Эдрианом Ньюи с учётом важных изменений в правилах, которые FIA внедрила в 1994 году. Под запретом была любая электроника, которая использовалась в нескольких предыдущих сезонах. Также вводились дозаправки по ходу гонки. FW16 был эволюцией предшествовавшего ему FW15С. У нового Williams был специальный новый кузов, короткобазное шасси и ещё более узкий нос. Кроме того, новый двигатель Renault RS6 развивал 820 л. с., что было на 60 л. с. больше, чем RS5. Мощность мотора передавалась с помощью облегчённой версии шестискоростной коробки передач прошлогоднего образца.
Деймон Хилл был по-прежнему пилотом команды и выступал уже второй сезон подряд с номером «0», так как «единичку» унёс с собой Прост. На место француза пришёл его извечный соперник — Айртон Сенна. Тест-пилотом команды стал Дэвид Култхард. Сменился и главный спонсор команды — им стала компания Rothmans, заменившая Camel и Canon.
Тесты в начале года показали, что новый болид далёк от идеала: машина вела себя нервно, её баланс постоянно менялся. Был найден конструктивный недостаток в передней части FW16, на устранение которого было использовано много времени. Сенна на тестах говорил следующее: «У меня очень негативные ощущения при вождении болида на пределе. Ни на один круг меня не покидало чувство дискомфорта и недоверия к машине».
В первых двух гонках Сенне удавалось брать поул-позиции, но в гонках он не доезжал до клетчатого флага: в Бразилии он вылетел, пытаясь догнать лидировавшего Шумахера, а в Аиде попал в аварию на старте. Свой сход на Интерлагосе Сенна объяснил именно нестабильным поведением FW16.
Первая модернизация болида произошла перед этапом в Имоле. Пакет изменений включал в себя новый профиль носового обтекателя и иную колёсную базу. По желанию Айртона была изменена конструкция рулевой колонки, а именно было сварено дополнительное расширение на ней. Сенна был первым в квалификации и в Имоле, но попал в аварию во время гонки и погиб. Причиной аварии считается именно прогнувшаяся рулевая колонка. На FW16 было одержано 2 победы: в Испании и Англии.

## FW16B
Обновления болида продолжились и после Имолы. В результате на Гран-при Германии появилась новая спецификация — FW16B. Она имела удлинённую базу, изменённые переднее и заднее антикрылья и модифицированные боковые понтоны и оказалась успешнее предшественника. На ней Хилл выиграл 5 гонок, а пришедший на место Сенны Култхард зарабатывал очки для команды в борьбе за Кубок Конструкторов. В конце сезона шотландца заменил 41-летний ветеран Найджел Мэнселл.
Хилл до последнего этапа боролся с Шумахером за чемпионство, но обоюдное столкновение в Аделаиде принесло титул немцу с преимуществом в одно очко. Утешением для команды стал Кубок Конструкторов, завоёванный третий раз подряд и седьмой раз за историю команды.

## FW16C
Эта версия болида использовалась на тестах в конце 1994 года. На ней был установлен не 3,5-литровый мотор, а 3-литровый, который должен был использоваться в 1995 году в соответствии с новыми правилами.

## Результаты в чемпионате 1994 года
| Легенда к таблице |                                                                    |
| --- | ------------------------------------------------------------------ |
| В таблице перечислены результаты всех Гран-при Формулы-1, в которых использовался автомобиль. Строками таблицы являются сезоны, столбцами — этапы чемпионата мира. В каждой клетке указаны сокращённое название этапа и результат, дополнительно обозначенный цветом. Расшифровка обозначений и цветов представлена в нижеследующей таблице. |                                                                    |
| \| Пример \| Описание \| \| ------------ \| ------------------------------------------------------------------ \| \| 1 \| Победитель \| \| 2 \| Второе место \| \| 3 \| Третье место \| \| 5 \| Финишировал, заработав очки \| \| Сход \| Не финишировал, но при этом заработал очки \| \| 12 \| Финишировал, не получив очков \| \| НКЛ \| Финишировал, но не попал в финальную классификацию \| \| 15 \| Участвовал вне зачёта, либо по отдельной классификации \| \| 18 \| Не финишировал, но попал в финальную классификацию \| \| Сход \| Не финишировал \| \| НКВ \| Не прошёл квалификацию \| \| НПКВ \| Не прошёл предквалификацию \| \| ДСК \| Дисквалифицирован \| \| ИСК \| Исключён из протокола соревнований \| \| ТТ \| Заявлен для участия только в тренировках \| \| НС \| Участвовал в квалификации, но не стартовал в гонке \| \| Т \| Травмирован или болен \| \| ОТК \| Отказ от участия \| \| НТР \| Прибыл на соревнования, но на трассу не выезжал \| \| НПР \| Был заявлен в числе участников, но не прибыл к началу соревнований \| \| О \| Соревнования отменены \| \| \| Не участвовал \| \| Поул-позиция \| \| \| Быстрый круг \| \| |                                                                    |
| Пример | Описание                                                           |
| 1 | Победитель                                                         |
| 2 | Второе место                                                       |
| 3 | Третье место                                                       |
| 5 | Финишировал, заработав очки                                        |
| Сход | Не финишировал, но при этом заработал очки                         |
| 12 | Финишировал, не получив очков                                      |
| НКЛ | Финишировал, но не попал в финальную классификацию                 |
| 15 | Участвовал вне зачёта, либо по отдельной классификации             |
| 18 | Не финишировал, но попал в финальную классификацию                 |
| Сход | Не финишировал                                                     |
| НКВ | Не прошёл квалификацию                                             |
| НПКВ | Не прошёл предквалификацию                                         |
| ДСК | Дисквалифицирован                                                  |
| ИСК | Исключён из протокола соревнований                                 |
| ТТ | Заявлен для участия только в тренировках                           |
| НС | Участвовал в квалификации, но не стартовал в гонке                 |
| Т | Травмирован или болен                                              |
| ОТК | Отказ от участия                                                   |
| НТР | Прибыл на соревнования, но на трассу не выезжал                    |
| НПР | Был заявлен в числе участников, но не прибыл к началу соревнований |
| О | Соревнования отменены                                              |
| | Не участвовал                                                      |
| Поул-позиция |                                                                    |
| Быстрый круг |                                                                    |

| Шасси      | Двигатель            | Шины | Пилоты   | 1    | 2    | 3    | 4    | 5    | 6   | 7    | 8   | 9    | 10   | 11  | 12  | 13  | 14   | 15  | 16   | Очки | ЧМ | Место | Очки |
| ---------- | -------------------- | ---- | -------- | ---- | ---- | ---- | ---- | ---- | --- | ---- | --- | ---- | ---- | --- | --- | --- | ---- | --- | ---- | ---- | -- | ----- | ---- |
| FW16 FW16B | Renault RS6 3,5, V10 | G    |          | БРА  | ТИХ  | САН  | МОН  | ИСП  | КАН | ФРА  | ВЕЛ | ГЕР  | ВЕН  | БЕЛ | ИТА | ПОР | ЕВР  | ЯПО | АВС  |      |    | 1     | 118  |
| FW16 FW16B | Renault RS6 3,5, V10 | G    | Хилл     | 2    | Сход | 6    | Сход | 1    | 2   | 2    | 1   | 8    | 2    | 1   | 1   | 1   | 2    | 1   | Сход | 91   | 2  | 1     | 118  |
| FW16 FW16B | Renault RS6 3,5, V10 | G    | Сенна    | Сход | Сход | Сход |      |      |     |      |     |      |      |     |     |     |      |     |      | 0    | -  | 1     | 118  |
| FW16 FW16B | Renault RS6 3,5, V10 | G    | Култхард |      |      |      |      | Сход | 5   |      | 5   | Сход | Сход | 4   | 6   | 2   |      |     |      | 14   | 8  | 1     | 118  |
| FW16 FW16B | Renault RS6 3,5, V10 | G    | Мэнселл  |      |      |      |      |      |     | Сход |     |      |      |     |     |     | Сход | 4   | 1    | 13   | 9  | 1     | 118  |